# Cosmophyga privataria
Cosmophyga privataria är en fjärilsart som beskrevs av Walker 1863. Cosmophyga privataria ingår i släktet Cosmophyga och familjen mätare. Inga underarter finns listade i Catalogue of Life.